# Jorge Lomónaco Tonda
Jorge Lomónaco Tonda (23 de octubre de 1963) es un diplomático y Arquitecto mexicano que ha fungido como Embajador ante los gobiernos de Suecia, Lituania y Letonia y actualmente se desempeña como representante de México ante los organismos internacionales establecidos en Ginebra, Suiza.
Jorge Lomónaco es representante Permanente de México ante la Organización de Estados Americanos desde el 27 de octubre de 2017.